# Річкові канонерські човни моделей «А» та «К»
Річкові канонерські човни моделей «А» та «К» — це канонерські човни, укомплектовані ВМС Франції для забезпечення підтримки армії під час Першої світової війни.

## Особливості конструкції
Існувало дві моделі: канонерський човен 10 (або тип K) і канонерський човен 14 (або тип A) за калібром основних гармат у сантиметрах.

### Канонерський човен 14 (тип А)
До цієї серії входили канонерські човни A, B, C, D, F, G, H та I.
Ця модель була розроблена на основі планів, складених у 1875 році інженером Діслером. Він озброєний встановленою спереду 138,6 мм гарматою моделі 1887, моделі 1891 або моделі 1893 і встановлених ззаду двома 47 гарматами моделі 1885, у зенітних установках Стволи гармат головногокалібру замінювали у разі розриву або надмірного зносу. У червні 1917 року вони були розточені до калібру 145 мм.
Канонерські човни були обладнані двома котлами та двома машинами, а також захищенні легким бронюванням.
Вісім канонерок були побудовані в Бресті (A, B, F і I) і Лоріані (C, D, G і H) з травня по липень 1915 року. Для їх оснащення повторно використали котли військових парових катерів (від A до D), паризької катерної компанії (G і H) або міноносців (F і I).

#### Список

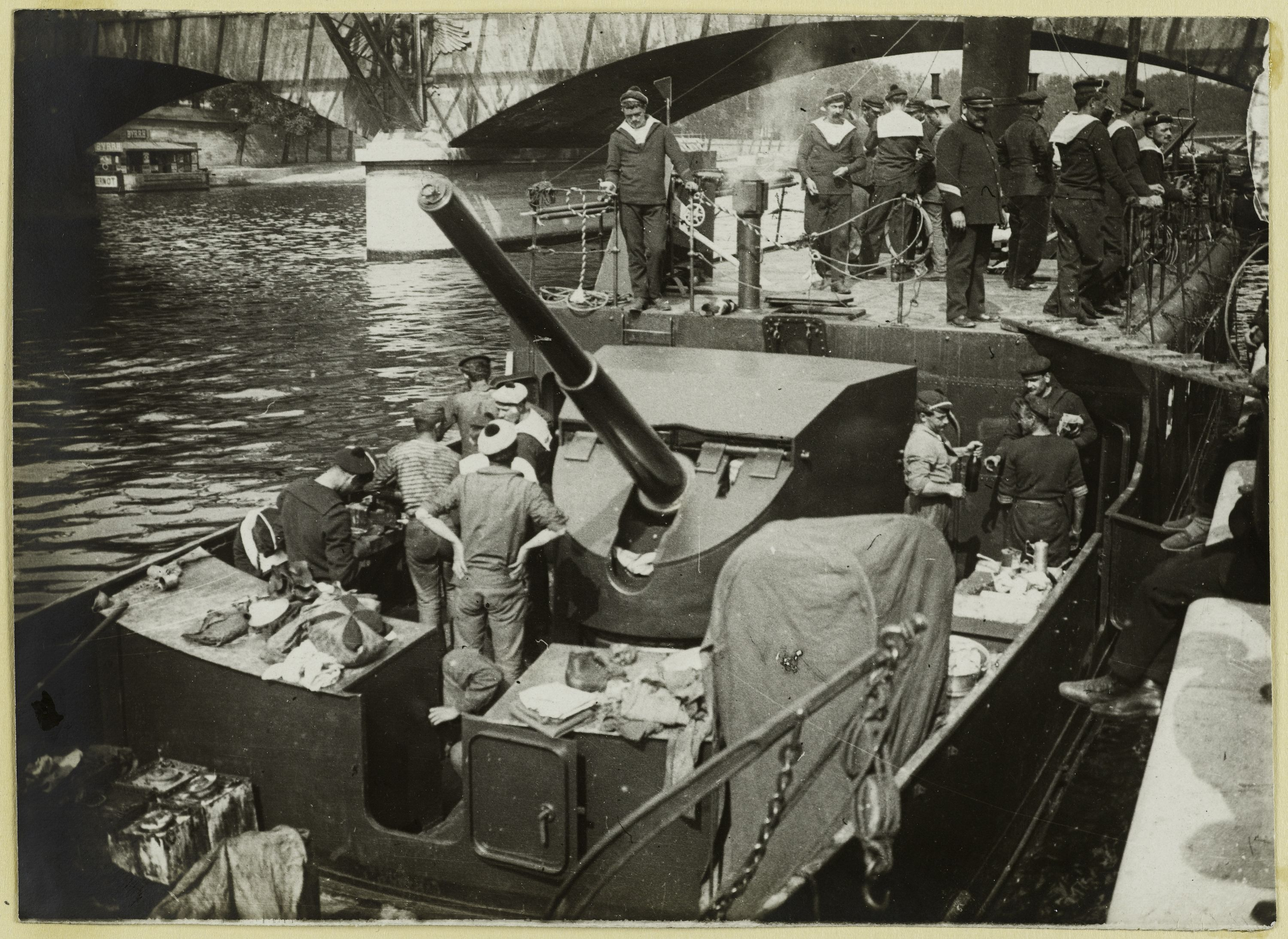
Один з канонерських човнів моделі «К» на Сені. Добре видно одну з двох 100-мм гармат.

- A (пізніше «Ардонт»);— введено в експлуатацію в 1915 році та виведено у резерв 1918 році.
- B (пізніше «Бруталь»);— прийнятий на озброєння в червні 1915 року втрачений після корабельної аварії на 4 січня 1918 року.[2]
- C (пізніше «Круєль»);— прийнятий на озброєння в червні 1915 р., виведений з ладу контрбатарейним вогнем на16 липня 1916 року (один убитий і дев'ять поранених), відремонтований своїм екіпажем 24 липня, перейменований на «Ену» в грудні 1918 року і розібраний 1929 році.
- D (пізніше «Десіде»);— введений в експлуатацію у червні 1915 р. і розібраний1923 р.
- F (пізніше «Фурйо»);— введений в експлуатацію 1915, зазнав аварії 4 січня 1918 року.
- G (пізніше «Гер'єр»);— введено в експлуатацію в 1915 році, перейменовано на «Марну» у 1918 році та утилізовано в 1932 році.[3]
- H;— Введено в експлуатацію в 1915 році, перейменовано на «Уазу» в 1918 році та утилізовано1932 році.
- I;— введено в експлуатацію в 1915 році, перейменовано в «Сомму» в грудні 1918 року та утилізовано1932 році.[4]

### Канонерка 10 см (тип K)
До цієї серії входили канонерські човни K, L, M і O.
Вони були озброєні двома 100 мм гарматами моделі 1891 або моделі 1893, на носі та кормі та двома 47 мм зенітними гарматами. 100 мм гармати канонерських човнів M і O були перероблені до калібру 105 мм у червні 1917 року.
Вони були оснащені котлом і 200 ch, врятовані з міноносців типів 130 і 131.
Чотири канонерські човни були побудовані в Бресті та Лоріані з липня по вересень 1915 року.

#### Список
- К — Включений до складу флоту у 1915 р., виключений зі списків 1918 р.
- L — Включений до складу флоту у 1915 р., виключений зі списків в 1918 р.
- М — Введений в експлуатацію 1915 р., виключений зі списків 1918 р.
- Один з канонерських човнів моделі «К» на Сені. Добре видно одну з двох 100-мм гармат. О — Включений до складу флотуу 1915 р., виключений зі списків 1918 р.

## Бойове використання

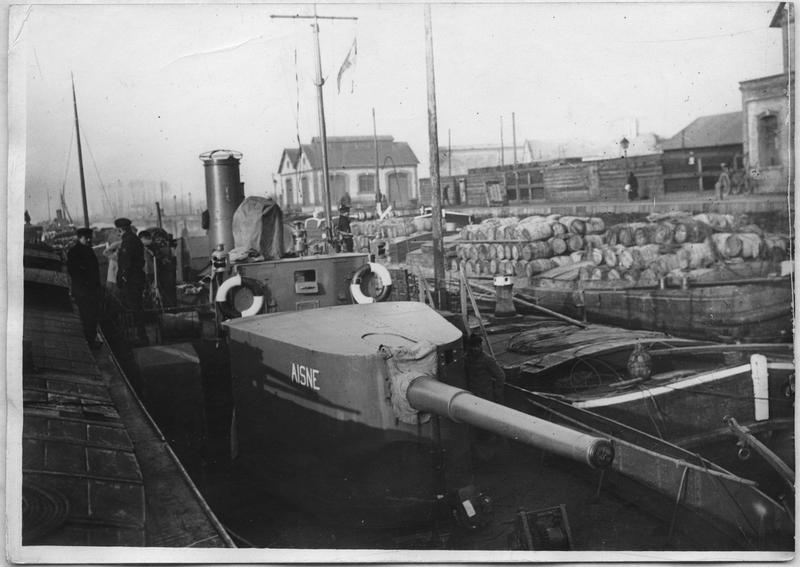
Канонерський човен «Ена» (колишній «Круєль») зберігався в 1919 році в Танкарвілі.

Річкові канонерські човни організовані в три батареї: 1-ша батарея з канонерськими човнами A, B, C і D, 2-га батарея з F, G, H, I і 3-тя з K, L, M і O. У лютому 1916 року 2 та 3 батареї стали змішаними за калібром батареями, з F, G, M та O у 2 та H, I, K та L у 3-тій. У червні 1917 року батареї були перейменовані в групи. Використовувалися у Північній Франції, пізніше у Бельгії на річках Марні, Уазі, Ені та каналах.
Перші дві батареї були об'єднані в липні 1917 року
Частини річкових канонерських човнів були розформовані в грудні 1917 року. Тим не менш, канонерські човни C, G, H і I повернулися до служби в період з листопада по грудень 1918 року для патрулювання Рейну. Базуючись у Майнці, вони були зняті з експлуатації наприкінці 1920 року.